# Гуренське сільське поселення
Гуре́нське сільське поселення (рос. Гуренское сельское поселение) — адміністративна одиниця у складі Білохолуницького району Кіровської області Росії. Адміністративний центр поселення — присілок Гуренки.

## Історія
Станом на 2002 рік на території сучасного поселення існували такі адміністративні одиниці:
- Гуренський сільський округ (село Пантил, присілок Гончарово, Гуренки, Підгорне)

Поселення були утворені згідно із законом Кіровської області від 7 грудня 2004 року № 284-ЗО у рамках муніципальної реформи шляхом перетворення Гуренського сільського округу.

## Населення
Населення поселення становить 226 осіб (2017; 233 у 2016, 246 у 2015, 261 у 2014, 271 у 2013, 273 у 2012, 288 у 2010, 374 у 2002).

## Склад
До складу поселення входять 4 населених пункти:
| Населений пункт     | Населення, осіб (2002) | Населення, осіб (2010) |
| ------------------- | ---------------------- | ---------------------- |
| Гончарово, присілок | 5                      | 1                      |
| Гуренки, присілок   | 351                    | 278                    |
| Пантил, село        | 16                     | 9                      |
| Підгорне, присілок  | 2                      | 0                      |